# John Biglow
John Biglow (Seattle, 20 de diciembre de 1957) es un deportista estadounidense que compitió en remo. Ganó dos medallas de bronce en el Campeonato Mundial de Remo, en los años 1981 y 1982.

## Palmarés internacional
| Campeonato Mundial | Campeonato Mundial | Campeonato Mundial | Campeonato Mundial |
| Año                | Lugar              | Medalla            | Prueba             |
| ------------------ | ------------------ | ------------------ | ------------------ |
| 1981               | Múnich (RFA)       | Medalla de bronce  | Scull individual   |
| 1982               | Lucerna (Suiza)    | Medalla de bronce  | Scull individual   |